# But (Opole)
Pour les articles homonymes, voir BUT.
But est une localité polonaise du gmina de Głogówek, située dans le powiat de Prudnik (voïvodie d'Opole).